# 마르탱 프로보스트

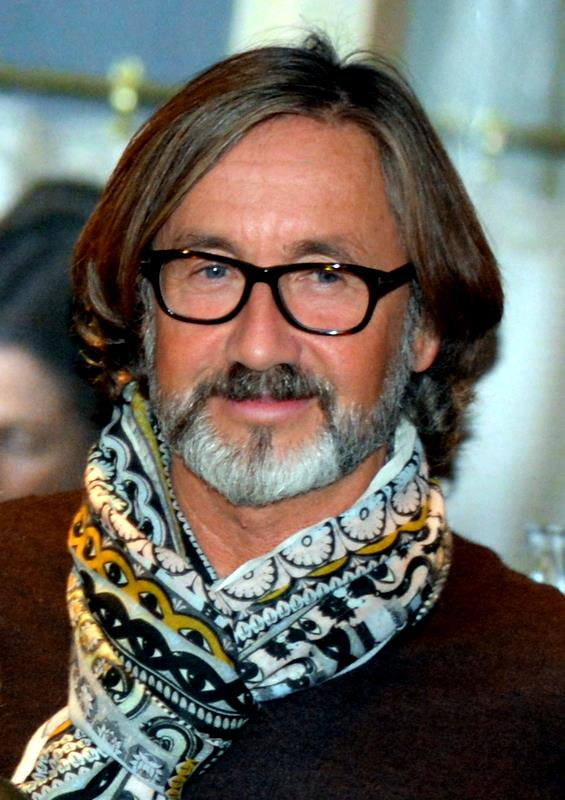

마르탱 프로보스트(Martin Provost, 1957년 5월 13일 ~ )는 프랑스의 영화 감독, 각본가, 영화배우, 텔레비전 배우이다.
브레스트에서 태어났다.

## 영화
- 하우 투 비 어 굿 와이프 (2020년)
- 더 미드와이프 (2017년)
- 바이올렛: 그녀의 뜨거운 삶 (2013년)
- 롱 폴링 (2011년)
- 세라핀 (2008년)
- 네어 (1976년)